# منوچهر الیاسی
منوچهر الیاسی از فعالین سیاسی اجتماعی جامعه ایرانیان کلیمی و پزشک متخصص داخلی است. 
وی طی سال‌های ۱۳۶۴ تا ۱۳۶۷ ریاست هیئت مدیره انجمن کلیمیان تهران را برعهده داشته و نیز در دوره پنجم مجلس شورای اسلامی طی سال‌های ۱۳۷۵ تا ۱۳۷۹ نمایندگی ایرانیان کلیمی را برعهده داشته‌است. 
وی متولد ۱۳۲۵ شهر سنندج است و در دوران دانشجویی مبارزاتی را علیه رژیم شاه صورت داده و به سبب پخش اعلامیه مدتی را بازداشت شده‌است. 
پس از انقلاب وی به عنوان یکی از موسسین جامعه روشنفکران کلیمی ایران به فعالیت‌های سیاسی و اجتماعی خود در درون جامعه کلیمی ادامه می‌دهد. 

## منبع
- ۷Dorim بایگانی‌شده  در ۲۰۲۰-۱۰-۲۳ توسط Wayback Machine